# Christian de Villeneuve-Esclapon
Ne doit pas être confondu avec Christian Villeneuve ou Christian Bouche-Villeneuve.
Pour les autres membres de la famille, voir Maison de Villeneuve (Provence).
Christian Henri Marie de Villeneuve, né le 8 août 1852, à Aix-en-Provence et mort le 3 avril 1931, à Paris, comte de Villeneuve-Esclapon et marquis de Vence, est un homme politique français et un majoral du Félibrige. Époux de la princesse Jeanne Bonaparte, il est député de la Corse entre 1889 et 1893.

## Famille
Christian de Villeneuve-Esclapon est le fils de Jules de Villeneuve-Esclapon (1809-1895) et de son épouse Henriette de Fresse de Monval (1828-1907).
Le 21 mars 1882, il épouse, à Paris, la princesse Jeanne Bonaparte (1861-1910), fille du prince Pierre-Napoléon Bonaparte (1815-1881) et de sa femme Justine-Éléonore Ruflin (1832-1905).
De ce mariage, naissent six enfants :
- Pierre de Villeneuve-Esclapon (1886-1957) qui épouse Cécile de Courtois (1896-1981) ;
- Jeanne de Villeneuve-Esclapon (1887-1942) qui épouse, en 1906, le baron Lucien Leret d'Aubigny (1876-1945), petit-fils du baron Alphonse Leret d'Aubigny (1804-1878) ;
- Romée Napoléon de Villeneuve-Esclapon (1889-1944) ;
- Lucien de Villeneuve-Esclapon (1890-1939) qui épouse Iskouhi-Gladys Matossian (1894-1951) ;
- Roselyne de Villeneuve-Esclapon (1893-1973) qui épouse, en 1918, le comte Bruno de Maigret (1888-1966) ;
- Rolande de Villeneuve-Esclapon (1896-1972) qui épouse Antoine de Lyée de Belleau (1898-1978), fils de Madeleine de Lyée de Belleau (1873-1957).

## Biographie
Issu d'une vieille famille provençale, Christian de Villeneuve naît le 8 août 1853 à Aix-en-Provence. Adolescent, il s'enthousiasme pour les idées traditionalistes et part, en 1874, en Espagne, pour s'engager dans l'armée du prétendant don Carlos et participer au troisième conflit carliste,. 
Revenu en France après 1876, Christian de Villeneuve devient le secrétaire particulier d'Achille de Vallavieille, préfet de l'Hérault. Il rejoint, par ailleurs, le Félibrige, mouvement culturel qui cherche à rendre leur gloire aux lettres occitanes. Il fonde ainsi un journal, Lou Provençau, et devient secrétaire du « Dîner du Roi René », qui réunit, à Paris, les disciples de Frédéric Mistral.
Quelques années plus tard, en 1882, Christian de Villeneuve épouse la princesse Jeanne Bonaparte, petite-fille de Lucien Bonaparte et d'Alexandrine de Bleschamp. Cela n'empêche pas le jeune homme de maintenir de nombreuses liaisons homosexuelles, sources de rumeurs persistantes. 

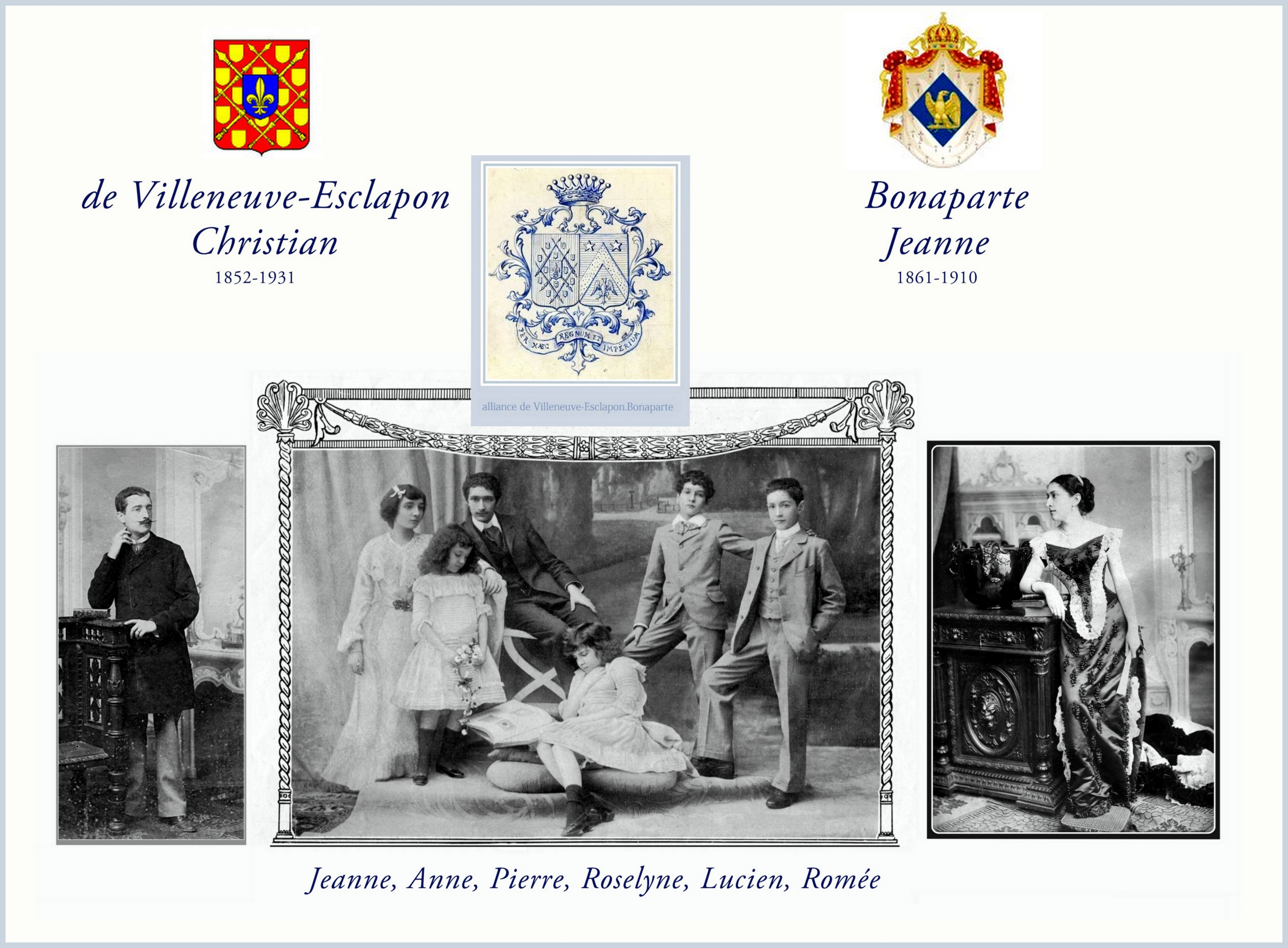
La famille de Villeneuve-Esclapon.

L'union de Christian de Villeneuve et de Jeanne Bonaparte rapproche le jeune homme du mouvement bonapartiste. Il décide alors de se présenter aux élections législatives de 1889 et devient député de Corse, dans la circonscription de Calvi. Élu sous l'étiquette bonapartiste-révisionniste, il montre une implication limitée dans la vie politique française. Finalement rallié à la Troisième République, Christian de Villeneuve est battu aux élections législatives de 1893.
Après ces événements, Christian de Villeneuve se consacre à son amour des lettres. Tandis que son épouse tient salon à Paris, le marquis est élu majoral du Félibrige en 1906. Il tient par ailleurs un journal personnel, aujourd'hui conservé dans les archives de la Bibliothèque nationale de France. 
Père peu prestigieux pour ses enfants, Christian de Villeneuve se montre un oncle attentionné pour Marie Bonaparte. Il l'initie ainsi à la poésie mistralienne, aux œuvres des romantiques allemands et à la philosophie grecque. Plus tard, il envisage de marier sa nièce au prétendant carliste don Jaime. Son projet ayant échoué, il intervient, sans succès, auprès du pape Pie X au moment où la princesse choisit d'épouser un « schismatique », le prince Georges de Grèce.
Devenu veuf en 1910, Christian de Villeneuve est victime d'une attaque d'apoplexie, qui le laisse paralysé du côté gauche, en 1925. Il meurt dans sa résidence parisienne le 3 avril 1931. Il est enterré avec sa famille à Valensole.

## Publications
- Lei Jue flourau de Fourcauquié, 13 septembre 1875 (14 pages, Ricateau, Hamelin et Cie, 1875).
- La Félibrejade de la Sainte-Étoile à Avignon (15 pages, Vve Remondet-Aubin, 1876).
- La Première représentation du Pain du péché ("lou Pan dou pecat"), drame provençal en 5 actes et en vers, de Théodore Aubanel (22 pages, Vve Remondet-Aubin, 1878).
- La Maison des Baux (8 pages, L. Duc, 1895).
- Romée de Villeneuve, étude historique (25 pages, Neuilley, 1899).
- La Fondation du château de Villeneuve-Loubet (52 pages, Neuilley, 1902).